# Максим Молокоедов
Максим Молокоедов е руски футболист, полузащитник на Звезда (Санкт Петербург).

## Кариера
Юноша е на Зенит. Играл е в юношеския национален отбор на Русия, за който има 8 мача и 1 гол. През 2006 преминава в Динамо (Санкт Петербург). Там изиграва 14 мача, а след това играе един сезон и за Псков 747.
През лятото на 2010 е арестуван в Чили заради трафик на наркотици и е осъден на 3 години затвор. Благодарение на бившия треньор на Чили Клаудио Борги, талантът му е забелязан в затвора и през 2012 подписва с втородивизионния Сантяго Морнинг.
Дебютира в контролна среща, отбелязвайки 2 гола. След това е преместен в сектор с по-лек режим.
След като излиза от затвора през февруари 2013, получава право да играе за отборът в официални мачове. Изиграва 7 мача и отбелязва 1 попадение.
През 2013 г. преминава в отбора на „Тревис и ВВК“, който от 2014 г. носи името „Звезда“.